# Otto van Nijenrode
Otto van Nijenrode, ook wel Othon (ca. 1368 - 1434), was Heer van Nijenrode, De Lier, Zouteveen, Waterland, erfmaarschalk van Gooiland.

## Levensloop
Hij was een zoon van Gijsbrecht II van Nijenrode en Belia van Arkel-Leyenburg. In 1398 wordt Otto genoemd in een oorkonde van de graaf van Holland, dat hij zich met 25 krijgsmannen moet melden in West-Friesland nabij Enkhuizen, daarvandaan werd onder leiding van de zoon van de graaf, Willem van Oostervant een kruistocht tegen de Friezen ondernomen. Wordt in 1398 genoemd als maarschalk van Gooiland, maar vermoedens bestaan dat dezelfde (erf)titel al bestond onder zijn overgroot vader Gijsbrecht I van Nijenrode, maar dan onder verschillende benoemingen als Prefect van Naarden of maarschalk van het Nedersticht of Eemland, deze laatste titel werd later vaak gedragen onder de heren van Zuylen-Nyvelt en Uyten Goye.
Vanaf 1403 raakt Otto ook betrokken bij de Arkelse Oorlogen, zo staat hij het Sticht en bisschop Frederik van Blankenheim bij in het beleg van kasteel Everstein en in 1407 krijgt hij de opdracht van de graaf van Holland om de grenzen te beschermen met enkele ridders tegen Gelre, die op dat moment een bondgenoot van de Heren van Arkel lijkt te zijn. Op 13 februari 1419 komt Otto voor onder de edele die aanwezig zijn tijdens de verzoening van Woudrichem tussen Jacoba van Beieren en Jan van Beieren. Hij had onder andere tienden(gronden) in Breukelen, Linschoten en Vleuten.
Otto huwde rond 1382 met Helwig/Hedwig van Vianen, een dochter van Gijsbert van Vianen. Ze krijgen de volgende kinderen;
- Gijsbrecht van Nijenrode (overleed jong)
- Jan van Nijenrode (1385-1454), opvolger, (verloofd) Eleonora van Borselen-Brigdamme, huwde Ida van Bylandt
- Hendrik van Nijenrode
- Luutgardis van Nijenrode (1382-1462), huwde Boudewijn van Z(s)wieten
- Splinter van Nijenrode (ca. 1400-1471), huwde op 5 juni 1421 met Johanna bastaard van Beieren

Wapen van Otto volgens het Wapenboek Beyeren